# Bouton de culotte
De bouton de culotte (ook wel cabrion of chèvroton du Mâconnais genoemd) is een Franse kaas uit de Bourgogne, uit de Mâconnais en de Haut-Beaujolais.
De bouton de culotte is een van de kleinste kaasjes. Vers weegt de kaas tot 100 gram, maar gerijpt blijft daar slechts zo’n 50 gram van over. De vorm van een afgeknotte kegel maakt dat de wrongel eenmaal in de vorm vocht weg kan laten lopen zonder dat het noodzakelijk is de kaas/vorm te keren. Dit heeft zijn wortels in het werk van de streek, vroeger gingen de vrouwen, die de kaas keerden, de hele dag tot 's avonds laat de wijngaarden in, waardoor er geen tijd was voor het keren van de kazen.
De bouton de culotte is wanneer gerijpt bruin van kleur, jong is de kaas okerkleurig. De smaak van de kaas verraadt zeer duidelijk het feit dat het om een geitenkaas gaat. De kaasmassa is aanvankelijk zacht maar wordt steeds steviger, brokkeliger naarmate de kaas rijpt.

Van de bouton de culotte bestaan ook versies die gekruid zijn met verschillende types / mengsel kruiden of specerijen.